# Licini Damasip (antiquari)
Licini Damasip (en llatí Licinius Damasippus) va ser un ciutadà romà contemporani de Ciceró, de qui aquest últim parla com un dels més gran aficionats a les estàtues.
Ciceró, l'any 45 aC, parla de la seva intenció de comprar un jardí a Damasip, qui sembla que era un coneixedor i distribuïdor d'antigues estàtues i que comprava i arreglava jardins per vendre'ls de nou. És, amb tota probabilitat, la mateixa persona que el Damasip que Horaci ridiculitza. Diu Horaci que el seu negoci de comerciant d'estàtues va fer fallida, i es volia suïcidar, però un filòsof estoic, anomenat Estertini li va impedir i el va convertir a l'estoïcisme, o almenys Damasip es va deixar créixer una barba llarga.
Juvenal menciona també un Damasip, sens dubte fictici, on el poeta ridiculitza un comerciant de cavalls.